# Heinrich I. von Hanau-Hořovice
Heinrich von Hanau – mit vollständigem Namen: Friedrich Wilhelm Heinrich Ludwig Herman von Hanau, später auch Heinrich Hanau (* 8. Dezember 1842 Schloss Wilhelmshöhe in Kassel; † 15. Juli 1917 in Prag) – war ein Sohn des Kurfürsten Friedrich Wilhelm I. von Hessen-Kassel und ein politischer Schriftsteller, der Reformideen für Österreich-Ungarn propagierte.

## Leben

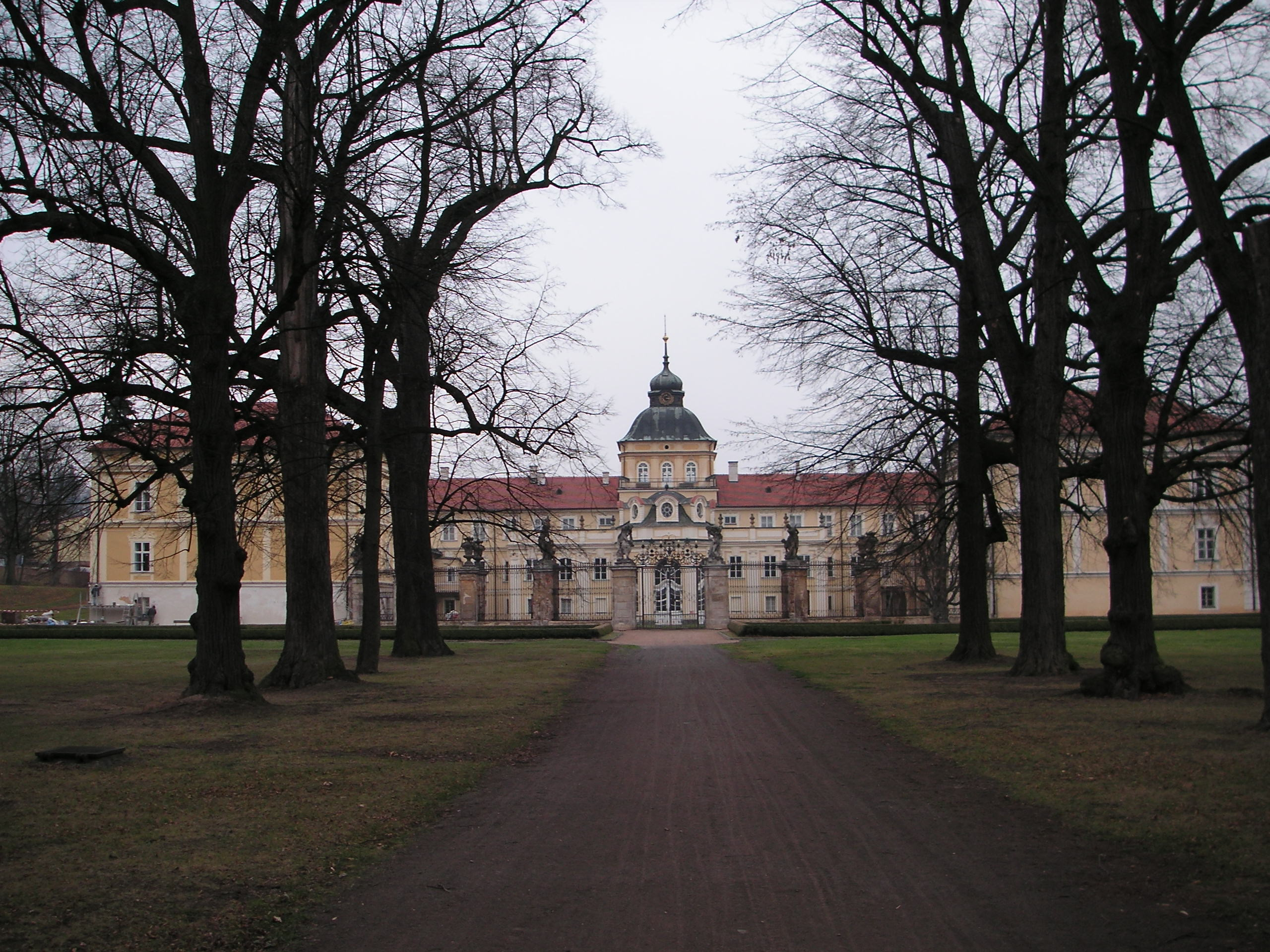
Schloss Hořovice

Heinrich war der fünfte Sohn (das achte Kind) des Kurfürsten Friedrich Wilhelm und dessen morganatischer Ehefrau Gertrude, spätere Fürstin von Hanau und zu Hořowitz. Bis zum Deutschen Krieg 1866 diente er als Leutnant in der Leibgarde seines Vaters. Nach der Annexion Kurhessens durch Preußen folgte er seinem Vater 1867 ins Exil nach Böhmen auf das Familienfideikommiss-Gut Schloss Hořovice (Horowitz) und das Stadtpalais der Familie in Prag.
Als einziger der Söhne des abgesetzten Kurfürsten kämpfte er – vergeblich – um das in Hessen gelegene, beschlagnahmte Vermögen des Vaters und wurde auch politisch tätig. Er schloss sich der von Constantin Frantz begründeten föderalistischen Bewegung an und versuchte, durch die Veröffentlichung einer Kampfschrift Einfluss auf die Politik zu nehmen. Später fand sich Heinrich, der mit seinen Brüdern wegen der morganatischen Ehe seines Vaters ohnehin von der Erbfolge ausgeschlossen war, mit dem endgültigen Verlust Hessens ab.
Er führte, bevor er den Titel Fürst von Hanau und den Familienfideikommiss Hanau-Hořovice übernahm, ein unstetes Wanderleben. Seinen Plan, sich in Hessen niederzulassen, setzte er nicht um. Ein bereits begonnenes Jagdschloss bei Großenritte musste er 1866 im Rohbau aufgeben.
Heinrich konvertierte am 5. Juni 1884 in Paris zum römisch-katholischen Glauben. Dort häufte er auch riesige Schulden an, aus denen ihn sein älterer Bruder „auslösen“ musste. Im Umgang mit Geld hatte er grundsätzlich Probleme. Er war musisch sehr begabt, betrieb Kunst- und Musikstudien, sang selbst und gab eine Gesangsschule heraus.
1905 wurde er, nach dem Tod seiner kinderlos verstorbenen älteren Brüder Moritz, Wilhelm und Karl, vierter Fürst von Hanau und zu Hořowitz und bezog die Familiengüter in Böhmen. Er interessierte sich sehr für die Nationalitätenfrage in der k. u. k.-Doppelmonarchie und war ein Anhänger der Triasidee des Fürsten Alois von Liechtenstein. Hierzu veröffentlichte er mehrere Karten, die die Idee propagieren sollten.
Erst spät heiratete er am 4. Juni 1917 Martha Rieger (* 26. Oktober 1876 in Bischofsburg; † 10. März 1943 in Prag). Aus der Ehe gingen keine Kinder hervor. Schon wenige Wochen nach der Hochzeit starb er an den Folgen eines Sturzes auf dem glatten Parkettboden in seinem Schloss Hořovice. Die Witwe lebte später in Berlin, wohin sie 1922 seine sterblichen Überreste überführen ließ.
Mit seinem Tod 1917 erlosch die Hořovice-Linie, und das Schloss fiel dem Staat zu. Im Jahre 1922 erhob ein Großneffe Heinrichs, Heinrich Graf von Schaumburg, Sohn des Friedrich August von Hanau, erfolgreich Anspruch auf das Erbe. Dessen Familie blieb in Hořovice, bis nach dem Ende des Zweiten Weltkrieges das Schloss im Rahmen der Beneš-Dekrete beschlagnahmt wurde. Es ist bis heute im Staatseigentum.

## Kampfschrift gegen die preußische Okkupation Hessen-Kassels
Heinrich veröffentlichte 1876, als Heinrich Prinz von Hanau, ein Pamphlet namens Absolutismus und Föderalismus oder die Quelle alles Uebels und dessen Heilung. Es stand in einer Reihe von antipreußischen Propagandaschriften, die exilierte kurhessische Kreise in diesen Jahren veröffentlichten. Das Buch, das vordergründig das Thema Föderalismus zu behandeln vorgab, legte diesen dahingehend aus, dass das gegen den König von Hannover und den Kurfürsten von Hessen und ihre Länder geschehene Unrecht wieder gut zu machen sei. Ansonsten würde sich aus dem Verhängnis des Jahres 1866 über kurz oder lang eine Katastrophe entwickeln, denn in Wahrheit seien die Deutschen ein Volk von Völkern und es sei das Verdienst der deutschen Fürsten, deren Stammeseigentümlichkeiten gewahrt zu haben. Heinrich hoffte, dass die

„tieferen Bedürfnisse der deutschen Nation und ihrer Stämme gegen den Druck des sie erstickenden preußischen Einheitsstaats reagieren und in dieser Reaktion sich angewiesen finden, an der Macht festzuhalten und respektive wieder an die Macht anzuknüpfen, welche für ihren Schutz und ihre Befriedigung in den vertriebenen Dynastien vorhanden war.“

Als Lösung forderte er wie Constantin Frantz eine mitteleuropäische Konföderation bis an die Mündung der Donau als praktische Verwirklichung des Föderalismus.
Im Übrigen war die Schrift ultramontan, antikapitalistisch sowie gleichzeitig antisozialistisch und antidemokratisch. Demokratie war für Heinrich von Hanau ein Würfel- und Hasardspiel und ein Humbug, wie kein grösserer je in der Welt erfunden wurde. Sein Föderalismus beruhte hingegen auf dem Glauben an eine göttliche Weltregierung.
Später beschäftigte er sich intensiv mit dem Nationalitätenproblem der Habsburgermonarchie. Laut seiner Schrift von 1876 saß die Nationalitätsidee wie ein Pfahl im Fleische Österreichs. Als Lösung schlug er den Zusammenschluss Österreichs mit einem föderativ gestalteten Deutschland vor.

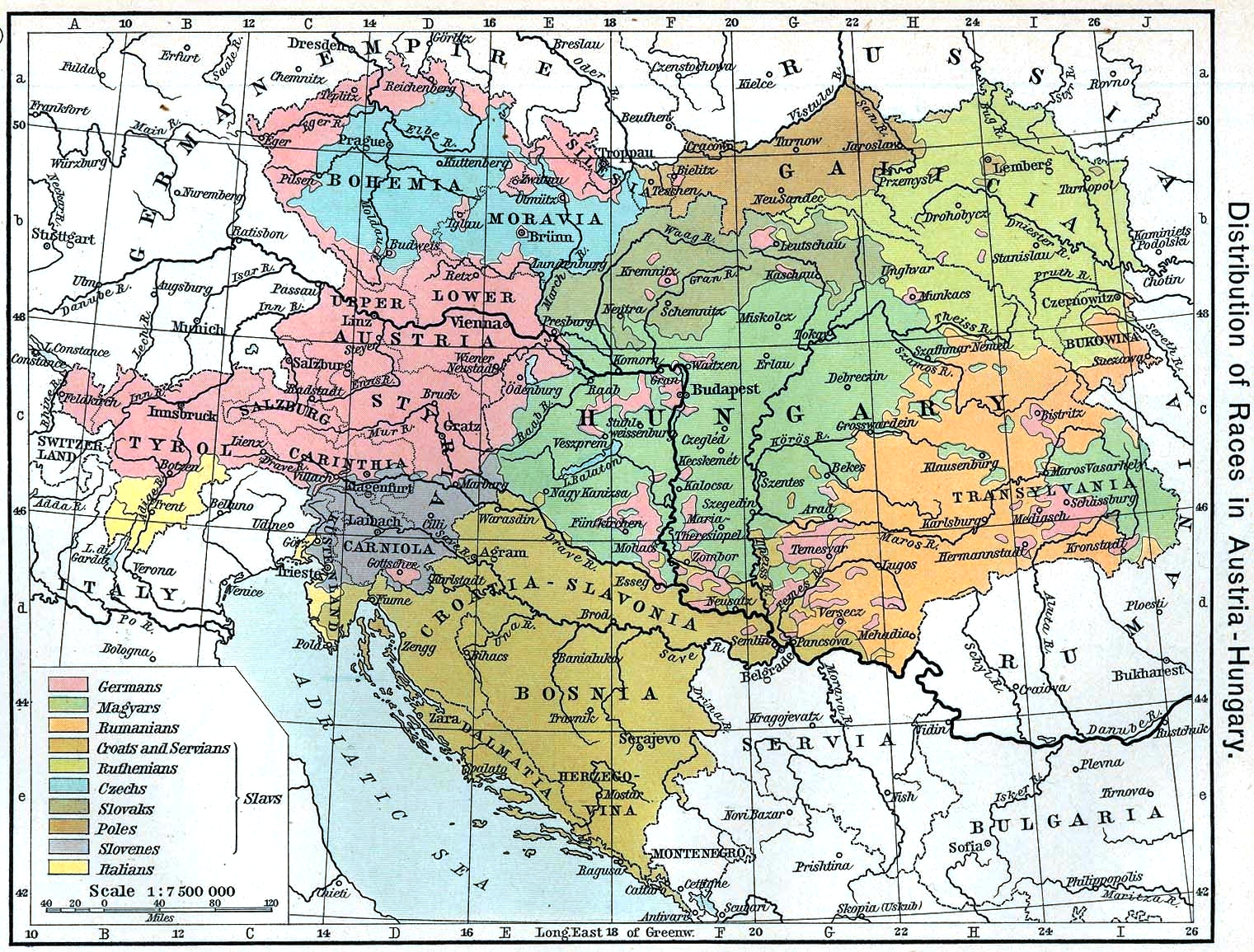
Nationalitäten in Österreich-Ungarn. In: William Robert Shepherd: Historical Atlas. New York 1911.

## Reformvorschläge zum Nationalitätenproblem der Habsburgermonarchie

### Triaskarte der Habsburgermonarchie

Triaskarte von Hanau

1909 veröffentlichte er als Heinrich Hanau beim Wiener kartographischen Verlag Freytag & Berndt, gleichzeitig in vier Sprachen der Monarchie, die Triaskarte der Habsburgermonarchie. Auf Grundlage einer Freytag & Berndt-Karte der Monarchie schlug er eine Dreiteilung Österreich-Ungarns in Österreich, Ungarn und Illyrien vor.
- Illyrien sollte bestehen aus Bosnien, der Herzegowina, Dalmatien, Kroatien und Slawonien, Krain, den südlich der Drau gelegenen Gebieten Kärntens und der Steiermark, Görz und Gradisca, Triest und Istrien.
- Ungarn sollte für den Verlust von Kroatien und Slawonien Galizien und die Bukowina sowie den polnischen Teil Österreichisch-Schlesiens erhalten.
- Österreich umfasste nach dem Vorschlag nur mehr die Alpen- (bis zur Drau) und Sudetenländer.

Ziel Hanaus war zwar der Ausgleich mit den Slawen des Vielvölkerstaates durch Schaffung eines südslawischen Staates innerhalb der Monarchie, Österreich und Ungarn würden aber immer noch Millionen von Slawen und Romanen umfassen. Der Vorschlag zur Schaffung eines überwiegend deutschen Österreich und eines überwiegend magyarischen Ungarn zeigt, dass Herrschaftssicherung noch Vorrang vor dem Prinzip der nationalen Autonomie hatte.

### Drei Karten zur Ergänzung der Triaskarte
Im Jahr darauf schrieb er in dem Vorwort zu Drei Karten zur Ergänzung der Triaskarte: es ist mein Bestreben, soweit es möglich ist, allen Völkern der habsburgischen Monarchie gerecht zu werden, weshalb es notwendig ist noch innerhalb der Triasidee den einzelnen Nationalitäten Rechnung zu tragen. Er hatte die groben Unzulänglichkeiten des Trialismus erkannt und versuchte diese durch einzelne mäßige Autonomien zu lindern.
Kurios erscheint Hanaus „alter Traum“, Südtirol gegen einen kleinen Kirchenstaat bei Rom einzutauschen, um des Papstes kaum zu ertragende Gefangenschaft aufzuheben.

### Karte der Teilung Böhmens
In Hanaus nächster Karte der Teilung Böhmens in ein Königreich Böhmen und in ein Erzherzogtum Böhmen-Eger wurde eine Teilung der Sudetenländer etwa entlang der Sprachgrenzen angeregt. Die Tschechen müssen darauf verzichten ein durch ein Gebirge begrenztes Königreich zu besitzen, sondern mit der Sprachgrenze zufrieden sein. Als Ausgleich verzichtete der naturalisierte Prager Heinrich Hanau immerhin auf seinen kaum praktikablen Vorschlag der vorigen Karte, einen Teil Prags bei Deutsch-Böhmen zu lassen. Er glaubte an ein Nebeneinander eines tschechischen und eines deutschen Böhmens (und Mährens) wie beim Herzogtum Sachsen-Altenburg und dem Königreich Sachsen, erkannte aber nicht, dass es sich dabei um eine historisch gewachsene Situation handelte, wo es zudem keine Verständigungsprobleme durch verschiedene Nationalität und Sprache gab.

### Neue Triaskarte der Habsburger Monarchie
In dem abschließenden Werk seiner Reformvorschläge für die Habsburgermonarchie, der Neuen Triaskarte der Habsburger Monarchie, dehnte Hanau sein Prinzip der gewissen Autonomie auf alle Gebiete der Monarchie aus, um endlich mit dem verderblichen Zentralismus zu brechen. Das Ziel war, durch Schaffung von 21 teilweise neuen autonomen Kronländern ethnisch homogene Gebilde zu schaffen.
Österreich sollte bestehen aus:
- Erzherzogtum Böhmen-Eger (in den deutschsprachigen Randbereichen Böhmens)
- Königreich Böhmen (im tschechischen Kern Böhmens)
- Schlesien (Österreichisch Schlesien, ohne das polnische Teschen und mit dem deutschsprachigen Nordmähren)
- Galizien (der Westteil, wobei die Grenzlinie zum ukrainischen Teil weit östlich der Sprachgrenze verlaufen sollte)
- Mähren (der tschechische Kern)
- Niederösterreich (mit Südmähren und der Sprachinsel Neubistritz)
- Oberösterreich
- Salzburg
- Tirol (weiterhin mit Vorarlberg und dem Trentino)
- Kärnten (östlich von Villach nur nördlich der Drau)
- Steiermark (ohne den slowenischen Südteil)

Ungarn sollte bestehen aus:
- „Slowakien“ (wobei sich der Autor hier mehr an die Sprachgrenze hielt)
- Westungarn (Hauptstadt Preßburg)
- Ostungarn (Hauptstadt Budapest - Teilung Ungarns entlang der Donau, da es für ein Kronland zu groß sei)
- Rumänischungarn (Banat und Gegend von Großwardein)
- Siebenbürgen (mit 4 deutschen, 5 ungarischen und 7 rumänischen Kantonen)
- Ruthenien (Hauptstadt Czernowitz - bestehend aus Ostgalizien, der Bukowina und der späteren Karpatenukraine)

Kroatien (neuer Name statt Illyrien) sollte bestehen aus:
- „Slovenien“  (Nordgrenze Drau, mit Triest)
- Kroatien und Slawonien (mit dem Großteil Istriens)
- Dalmatien (entgegen dem Wunsch der mehrheitlich kroatischen Bevölkerung nach Vereinigung mit Kroatien)
- Bosnien und die Herzegowina

Hanau vollzog schlussendlich, durch Entwicklung autonomer, ethnisch möglichst homogener Gebilde, eine Entwicklung vom Trialismus zu einer Mischung von Kronländerföderalismus und großösterreichischem Konzept. Die nationale Selbstbestimmung der Völker der Monarchie in 21 autonomen Kronländern löste sein ursprüngliches Konzept der Trias eigentlich auf, das dennoch ziemlich funktionslos erhalten blieb. Hanaus Ideen krankten aber auch an der Verschwommenheit, die seinen Zugeständnissen von gewissen Autonomien anhafteten. Den Vorteil einer Auflösung der Monarchie in kleinere Einheiten, der eine genauere Differenzierung entsprechend den ethnographischen Grenzen erlaubt hätte, konnte er aber nicht nutzen. Trotz zunehmender Detailgenauigkeit und Ausgewogenheit wurde der Autor den komplexen ethnographischen Verhältnissen des Vielvölkerstaates letztlich doch nicht Herr. Schwächen zeigte seine Einteilung, neben dem Zerbrechen größerer nationaler Einheiten und der völligen Nichtbeachtung der italienischen Minderheit, auch beim Völkergewirr im Banat, den Serben in Slawonien, den Ukrainern in Galizien und den Völkern in Ungarn.

## Karte eines Vorschlages für die Zukunft Elsaß-Lothringens
In seiner letzten Karte nahm sich Hanau eines anderen Themas an: Der Umgestaltung Elsaß-Lothringens. Die schlechte Erfahrung, die das Deutsche Reich mit der 1911 durchgeführten Verwaltungsreform des Reichslandes gemacht hatte, veranlasste ihn zu dem Vorschlag, das Land nach dem Prinzip divide et impera, zwischen Preußen und Baden aufzuteilen. Das Elsass und ein kleiner Teil Lothringens sollten an Baden gehen, denn so kämen Allamannen zu Allamannen meinte er im Vorwort zur Karte. Das gäbe ein glückliches Königreich, in dem die Elsäßer leichter als bisher ihre französischen Gefühle vergessen würden. Den Großteil Lothringens gedachte er einer zu bildenden preußischen Provinz Rhein-Moselland anzugliedern. Als Ausgleich sollte Preußen Lüneburg und das Wendland an das abzurundende Braunschweig abtreten. Die Provinz Hessen-Nassau sollte in die Provinz Kurhessen mit Nebengebieten umgewandelt werden. Die Nebengebiete, die Hanau seinem alten Heimatland zugedacht hatte, waren Teile von Nassau sowie Frankfurt am Main.
Ein weiterer Vorschlag, den die Karte präsentierte, war die Rückgabe Nordschleswigs an Dänemark im Tausch gegen die Färöer-Inseln, St. John, St. Thomas oder die Stadt Lichtenau auf Grönland. Machten diesen Vorschlag schon allein die kuriosen Kompensationen an das imperialistisch denkende Preußen unrealistisch, hätte eine Teilung Elsaß-Lothringens zwischen Preußen und Baden schon die Konkurrenz unter den übrigen deutschen Bundesstaaten verhindert.

## Schriften und Karten
- Absolutismus und Föderalismus oder die Quelle alles Uebels und dessen Heilung. Dominicus, Prag 1876.
- Triaskarte der Habsburgermonarchie. G. Freytag & Berndt. Wien etwa 1909.
- Drei Karten zur Ergänzung der Triaskarte. G. Freytag & Berndt, Wien etwa 1910.
- Karte der Teilung Böhmens in ein Königreich Böhmen und in ein Erzherzogtum Böhmen-Eger. G. Freytag & Berndt, Wien etwa 1911.
- Neue Triaskarte der Habsburger Monarchie mit einigen Umänderungen und Angabe der autonomen Kronländer innerhalb der drei Reiche. G. Freytag & Berndt, Wien etwa 1912.
- Karte eines Vorschlages für die Zukunft Elsass-Lothringens, Braunschweigs und Nordschleswigs. G. Freytag & Berndt, Wien etwa 1913.